# Charles Vignoles
Charles Blacker Vignoles est un ingénieur ferroviaire britannique, né le 31 mai 1793, mort le 17 novembre 1875.
Il est à l'origine du rail Vignoles qui porte son nom.

## Enfance
Il est né à Woodbrook dans le comté de Wexford en Irlande.
Ayant perdu ses parents très jeune, il est élevé en Angleterre par son grand-père, professeur de mathématiques à l'Académie royale militaire de Woolwich.
Il a été formé en mathématiques et en droit.
Toutefois, il a décidé de renoncer à la pratique du droit et a quitté la maison en 1813.

## Carrière militaire
Ses parents étant décédés alors que son père était officier en service, il avait été classé comme aspirant à demi-solde depuis l'âge de dix-huit mois.
Il entra à Sandhurst comme élève privé de Thomas Leybourn, l'un des conférenciers, qui était également le tuteur de Marie Griffiths.
Charles et elle se fiancèrent en secret et il l'épousa le 13 juillet 1817 à Alverstoke.
En 1814, dans le régiment Royal Scots, il servit à Berg-op-Zoom, puis au Canada.
Il fut promu lieutenant en 1815 et, après un séjour en Écosse, devint, à Valenciennes, aide de camp du général Sir Thomas Brisbane sous le commandement de Wellington après la guerre d'Espagne.

## Les années 1820
James Walker, l'ingénieur des Docks de Londres, l'embaucha comme contremaître. Simultanément, il rédigeait des notices pour l’Encyclopædia Metropolitana. Il ouvrit un cabinet de consultant dans Hatton Garden, où il employait trois dessinateurs.
En 1825, John Rennie l'embaucha comme contremaître de la future ligne London and Brighton Railway et, après que le Parlement eut écarté le projet de George Stephenson, de la Liverpool and Manchester Railway. Vignoles déménagea avec sa famille à Liverpool et allait y demeurer 15 ans. Son expérience de chantier et sa formation du juriste le mettaient en position de gagner le Parlement britannique aux nouveaux projets ferroviaires : après le vote favorable de la requalification de la ligne Liverpool and Manchester Railway, il obtint de nouveaux contrats ; toutefois, le directoire de la compagnie Liverpool & Manchester Railway ne parvint pas s'entendre avec les Rennie et George Stephenson reprit la maîtrise d’œuvre. Au terme d'un désaccord avec ce dernier sur la longueur à donner au tunnel d'Edge Hill (Liverpool), Vignoles démissionna au mois de février 1827.
En 1826, Marc Brunel lui avait offert le poste d'ingénieur du tunnel sous la Tamise, puis l'avait finalement donné à son fils Isambard. Vignoles poursuivit son activité d'ingénieur des chemins de fer avec l'aiguillage de Wigan (1832) et le St Helens and Runcorn Gap Railway (1833), l'un des premiers exemples où une ligne ferroviaire en franchit une autre par un pont.
Par suite de venues d'eau intempestives et de manque de crédits, le chantier du tunnel sous la Tamise connut une longue interruption. Les critiques de VIgnoles furent mal accueillies : il fut envoyé en mission à l'Île de Man par le gouvernement pour borner le domaine de la Couronne, puis fut chargé par Brunel de rescinder le Canal d'Oxford.

## Galerie

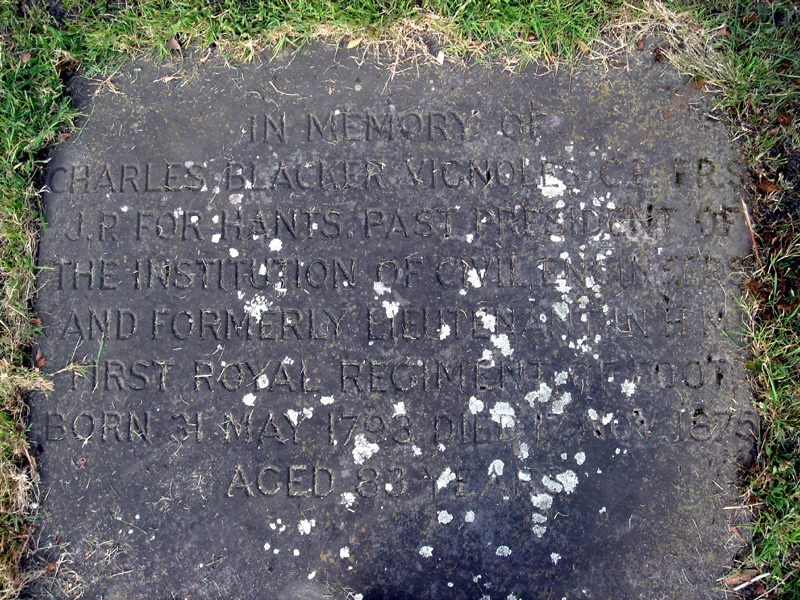
Inscription sur la tombe de Charles Vignoles, cimetière de Brompton, Londres
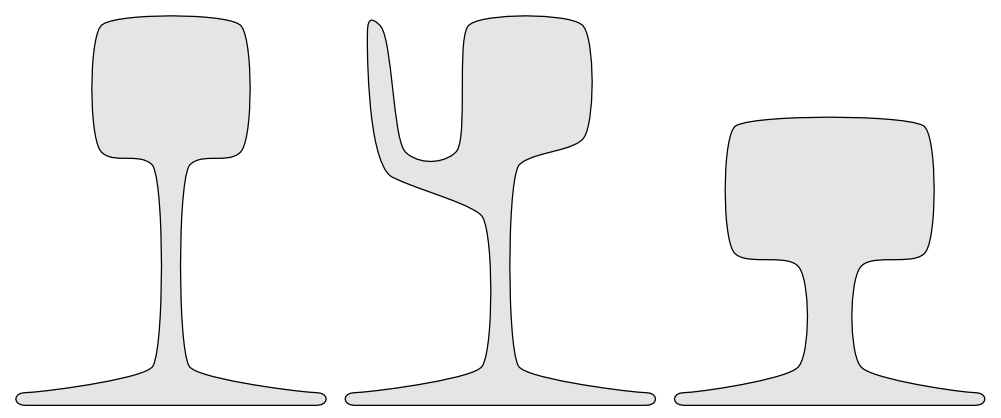
Deux profils de rails Vignoles encadrant un rail « Broca » (rail à gorge pour tramways)
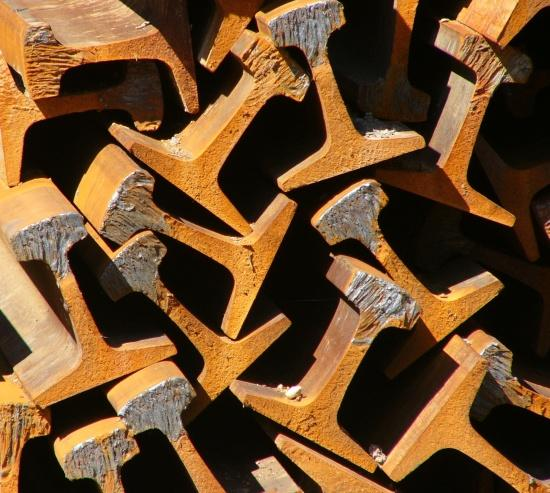
Coupes de rails Vignoles usagés